# ベスト・アンド・ブライテスト
ベスト・アンド・ブライテスト(英: The Best and the Brightest)は、「最良の、最も聡明な人々」を意味し、1960年代のアメリカ合衆国のリンドン・ジョンソンとジョンソン政権において安全保障政策、とりわけベトナムへの軍事介入とベトナム戦争への発展・戦争の推進を主導した閣僚および大統領補佐官たちを指す。

## 内容
1972年、ニューヨーク・タイムズの記者デイヴィッド・ハルバースタムにより、同名の原著が出版された。ベトナム戦争を始めたケネディ政権と、それを継いだジョンソン政権において国防長官を務めたロバート・マクナマラを中心とした「最良の、最も聡明なはずの人々」が、いかにして政策を過ち、アメリカ合衆国をベトナム戦争の泥沼に引きずりこんでいったのか、ホワイトハウスの内情を克明に描いたドキュメンタリーである。

## 書誌情報

### 訳書
- デイヴィッド・ハルバースタム 著、浅野輔 訳『ベスト＆ブライテスト』 1 栄光と興奮に憑かれて（新版）、サイマル出版会、1983年6月（原著1976年）。ISBN 978-4-377-30291-2。
- デイヴィッド・ハルバースタム 著、浅野輔 訳『ベスト＆ブライテスト』 2 ベトナムに沈む星条旗（新版）、サイマル出版会、1983年6月（原著1976年）。ISBN 978-4-377-30292-9。
- デイヴィッド・ハルバースタム 著、浅野輔 訳『ベスト＆ブライテスト』 3 アメリカが目覚めた日（新版）、サイマル出版会、1983年6月（原著1976年）。ISBN 978-4-377-30293-6。
- デイヴィッド・ハルバースタム 著、浅野輔 訳『ベスト＆ブライテスト』 上 栄光と興奮に憑かれて、朝日新聞社〈朝日文庫〉、1999年7月。ISBN 978-4-02-261261-8。
- デイヴィッド・ハルバースタム 著、浅野輔 訳『ベスト＆ブライテスト』 中 ベトナムに沈む星条旗、朝日新聞社〈朝日文庫〉、1999年7月。ISBN 978-4-02-261262-5。
- デイヴィッド・ハルバースタム 著、浅野輔 訳『ベスト＆ブライテスト』 下 アメリカが目覚めた日、朝日新聞社〈朝日文庫〉、1999年7月。ISBN 978-4-02-261263-2。
- デイヴィッド・ハルバースタム 著、浅野輔 訳『ベスト＆ブライテスト』 上巻 栄光と興奮に憑かれて、二玄社〈Nigensha Simultaneous World Issues〉、2009年12月。ISBN 978-4-544-05306-7。
- デイヴィッド・ハルバースタム 著、浅野輔 訳『ベスト＆ブライテスト』 中巻 ベトナムに沈む星条旗、二玄社〈Nigensha Simultaneous World Issues〉、2009年12月。ISBN 978-4-544-05307-4。
- デイヴィッド・ハルバースタム 著、浅野輔 訳『ベスト＆ブライテスト』 下巻 アメリカが目覚めた日、二玄社〈Nigensha Simultaneous World Issues〉、2009年12月。ISBN 978-4-544-05308-1。

### 原書
- Halberstam, David (1972), The Best and the Brightest (Hardcover ed.), Random House Inc, ISBN 978-0-394-46163-2
- Halberstam, David (1973), The Best and the Brightest (Paperback ed.), Fawcett, ISBN 978-0-449-22005-4
- Halberstam, David (1983), The Best and the Brightest, Penguin Books, ISBN 978-0-14-006983-9
- Halberstam, David (1993), The Best and the Brightest (Twentieth-Anniversary ed.), Ballantine Books, ISBN 978-0-449-90870-9
- Halberstam, David (2001), The Best and the Brightest (Hardcover ed.), Modern Library, ISBN 978-0-679-64099-8

## 登場人物
以下が、同書中で取り上げられたメンバーたちである。

### 大統領
ジョン・F・ケネディ
アメリカ合衆国第35代大統領（在任: 1961年1月20日 - 1963年11月22日）
リンドン・ジョンソン
アメリカ合衆国第36代大統領（在任: 1963年11月22日 - 1969年1月20日）

### 閣僚
ディーン・ラスク
国務長官(1961-1969)
前職ロックフェラー財団理事長
ロバート・マクナマラ
国防長官(1961-1968)
前職フォード自動車社長

### 大統領補佐官など
マクジョージ・バンディ
大統領補佐官（国家安全保障問題担当、1961-1966）
前職ハーヴァード大学教授（行政学）
ウィリアム・バンディ
国務次官補（東アジア担当、1964-1969）
前職CIA分析担当官、
ウォルト・ロストウ
大統領次席補佐官（国家安全保障問題担当、1961-1966）
大統領補佐官（国家安全保障問題担当、1966-1969）
前職マサチューセッツ工科大学教授（経済学）
ジョージ・ボール
国務次官（経済問題担当、1961-1966）
前職ヨーロッパ経済共同体法律顧問
ジョン・ケネス・ガルブレイス
駐インド大使(1961-1963)
前職ハーヴァード大学教授（経済学）
ニコラス・カッツェンバック
国務次官（1966-1969）
前職シカゴ大学教授（法律学）、司法次官／同副長官（1961-1965）

### 軍部
マクスウェル・D・テイラー
統合参謀本部議長(1962-1964)、駐南ベトナム大使(1964-1965)、大統領情報活動諮問会議委員長(1968-1970)
前職陸軍参謀総長(1956-1959)